# 劳氏花蟹蛛
劳氏花蟹蛛（学名：Xysticus roonwali）为蟹蛛科花蟹蛛属的动物。分布于印度以及中国大陆的西藏等地，多生活于草丛。该物种的模式产地在印度。